# Tanja Michael
Tanja Michael (* 1971 in Salzgitter) ist eine deutsche Psychologische Psychotherapeutin und Inhaberin des Lehrstuhls für Klinische Psychologie und Psychotherapie der Universität des Saarlandes.

## Leben und Wirken
Michael schloss ihr Studium an der Technischen Universität Braunschweig 1997 als Diplom-Psychologin ab. Daraufhin ging sie als Wellcome-Trust-Stipendiatin ans Department of Psychiatry der University of Oxford, wo sie 2001 mit der Arbeit The Nature of the Trauma Memory and Intrusive Cognitions in Posttraumatic Stress Disorder zum Dr. phil. promovierte. Anschließend war Michael bis 2009 als Oberassistentin am Lehrstuhl für Klinische Psychologie und Psychotherapie des Instituts für Psychologie der Universität Basel tätig, dessen Vertretung sie im Wintersemester 2002/2003 innehatte. 2007 habilitierte sie sich in Basel mit der Arbeit Cognitive Behavioural Processes in Anxiety Disorders für das Fach Psychologie. Im selben Jahr erwarb sie den schweizerischen Fachtitel Psychotherapeutin FSP; ihre deutsche Approbation erhielt sie 2009. Seit dem 1. Oktober 2009 ist sie Professorin für das Fach Klinische Psychologie und Psychotherapie an der Universität des Saarlandes; 
Rufe an die Universität Bamberg (2013) und die Universität der Bundeswehr München (2016) lehnte sie ab.
Michael hat überdies die Leitung der Lehr- und Forschungsambulanz für Psychologische Psychotherapie und des Weiterbildungsinstituts für Psychotherapie Saarbrücken inne. Sie forscht u. a. zu Trauma, Angst- und Affektstörungen sowie Intrusion und Psychotherapie.
Während der COVID-19-Pandemie informierte sie die Medien frühzeitig über die psychischen Folgen der Pandemie und der zu ihrer Eindämmung getroffenen Maßnahmen.

## Schriften (Auswahl)
- The Nature of the Trauma Memory and Intrusive Cognitions in Posttraumatic Stress Disorder. University of Oxford, Department of Psychiatry, 2000 (unveröffentlichte Dissertation).
- Cognitive Behavioural Processes in Anxiety Disorders. Universität Basel, Abteilung Klinische Psychologie und Psychotherapie, 2007 (unveröffentlichte Habilitationsschrift).
- 55 Fragen an die Seele: wie sie tickt und was ihr Halt gibt. dtv, München 2023, ISBN 978-3-423-26350-4 (gemeinsam mit Corinna Hartmann).

## Auszeichnungen (Auswahl)
- Wellcome Trust Prize Studentship (1997–2000)
- Best Newcomer Research Award der British Association for Behavioural and Cognitive Psychotherapies (2002)
- Nachwuchswissenschaftler-Preis der Fachgruppe Klinische Psychologie und Psychotherapie der Deutschen Gesellschaft für Psychologie (2003)
- Fakultätspreis der Fakultät für Psychologie der Universität Basel (2004)
- Fellow der Association for Psychological Science (seit 2018)